# Banc (moble)

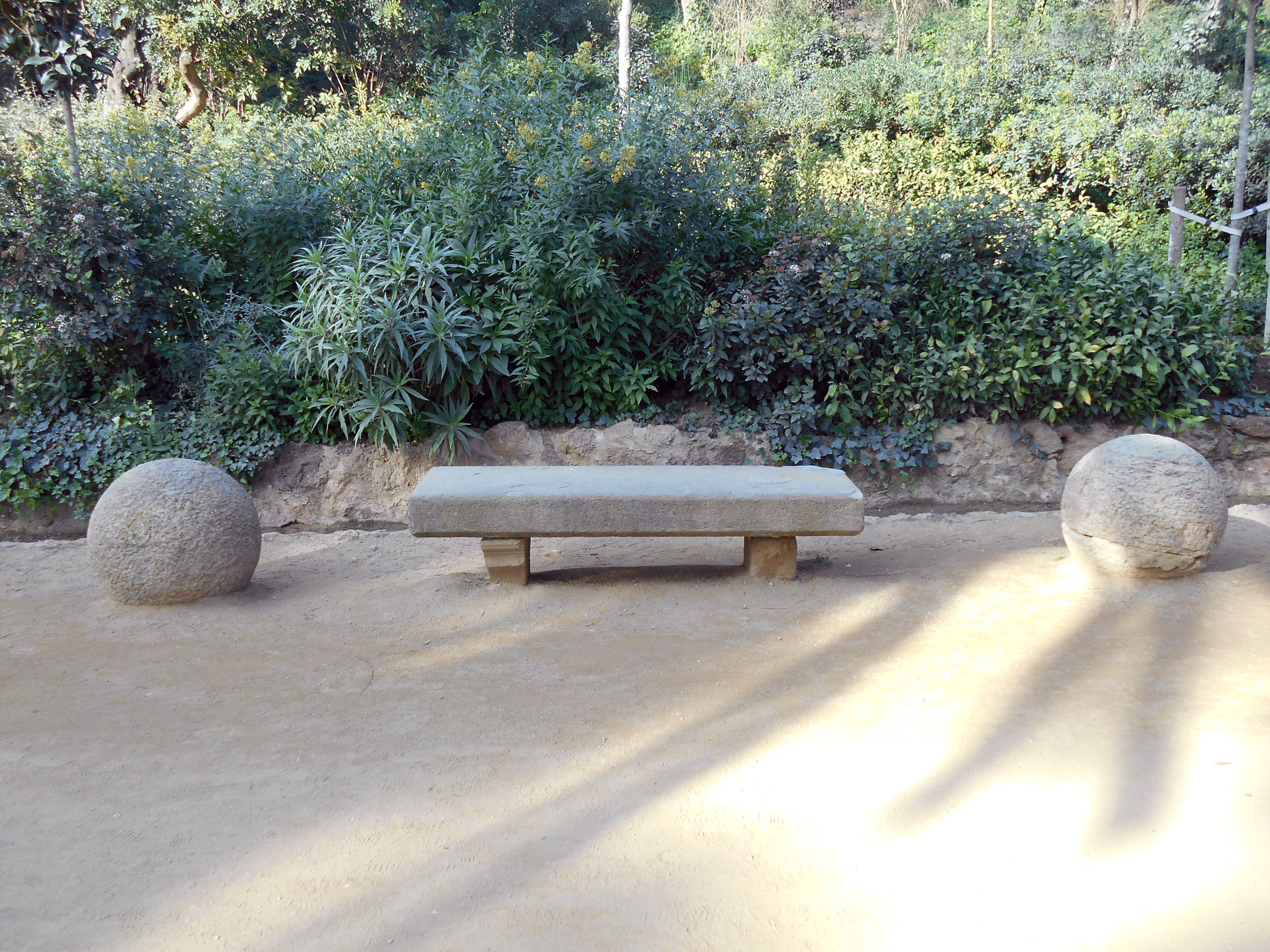
Banc de pedra al Parc Güell

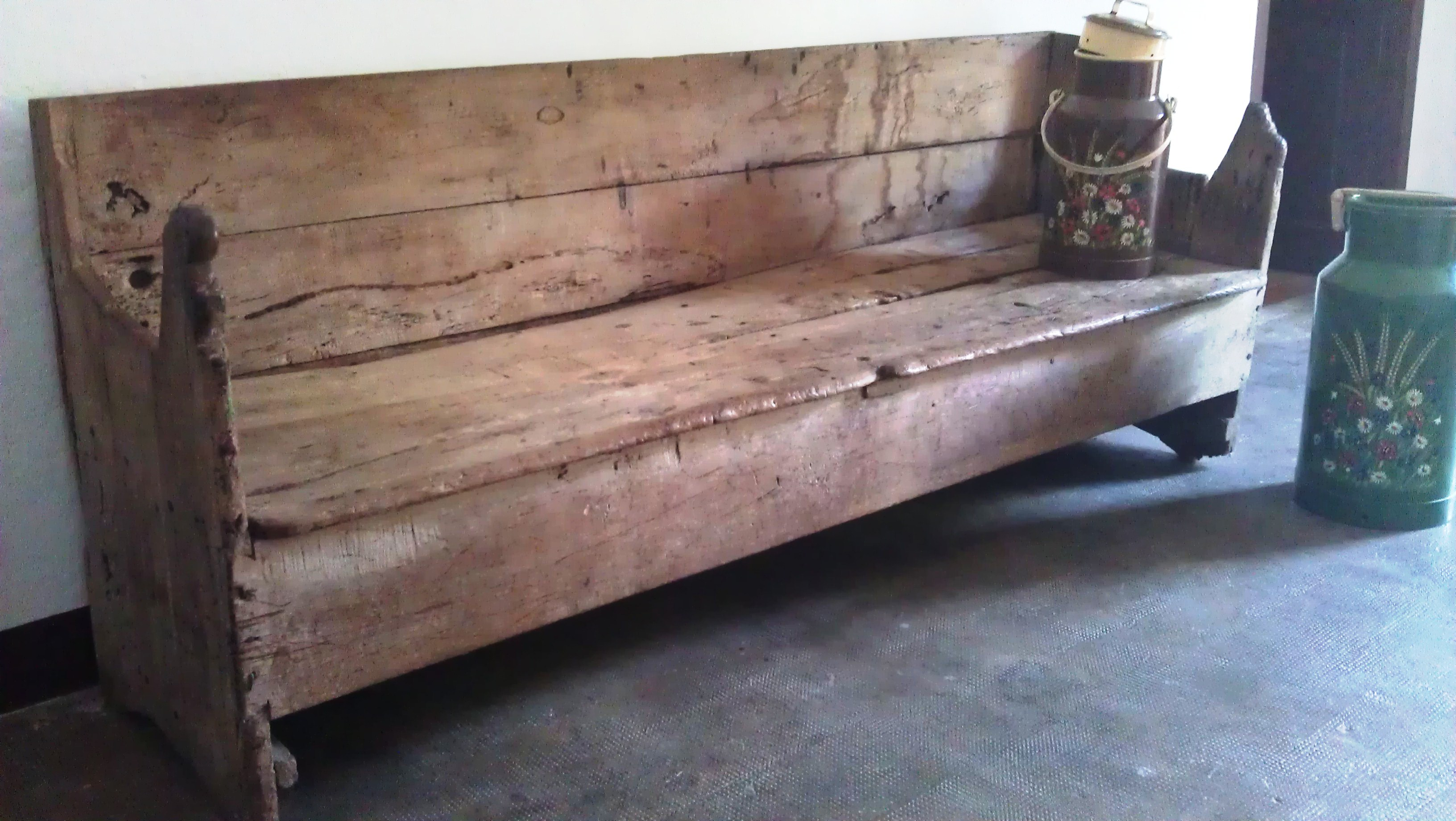
Típic banc de fusta de mas català

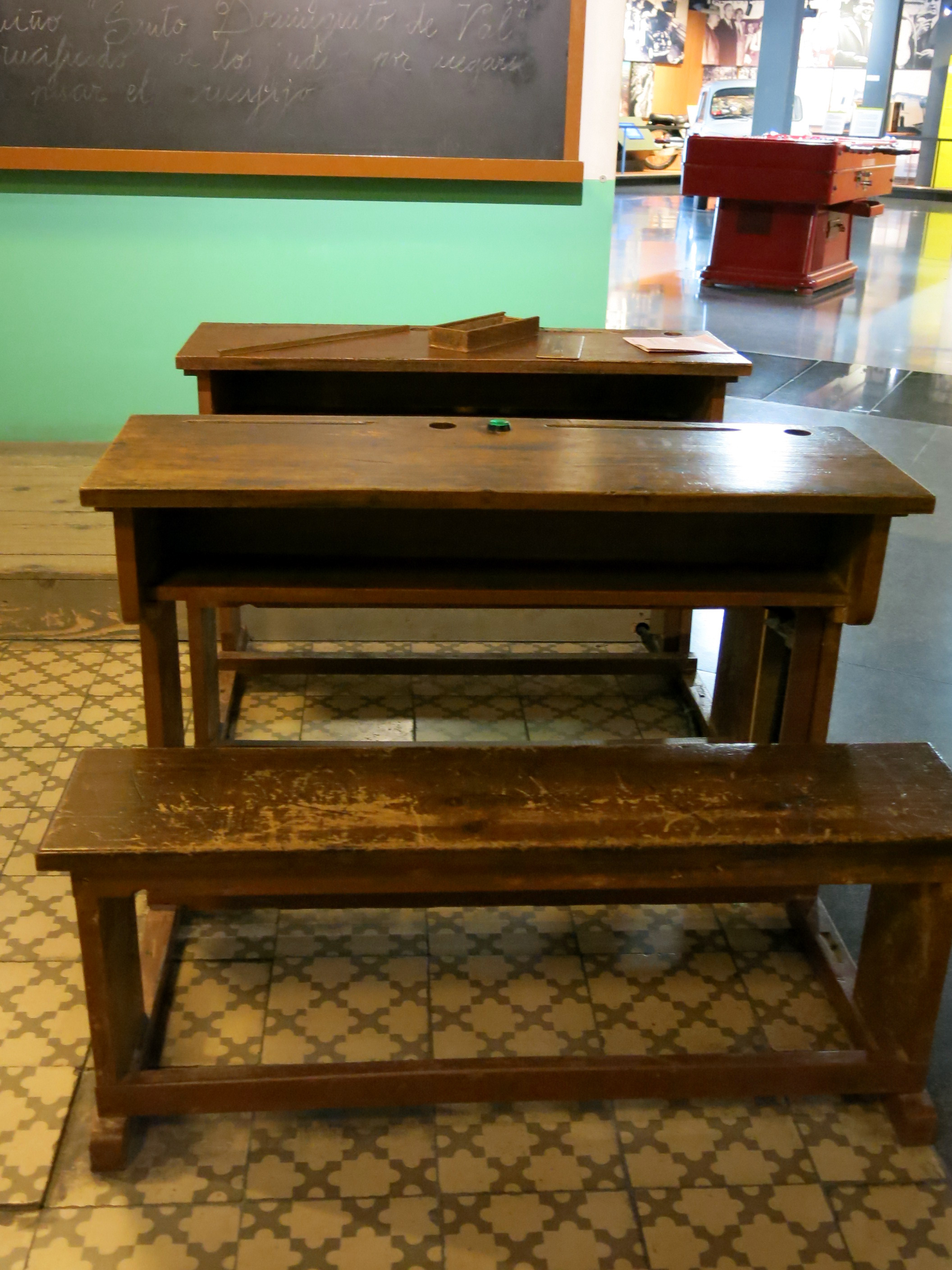
Banc d'escola de la col·lecció del Museu d'Història de Catalunya

Un banc és un moble consistent en un seient amb respatller o sense, amb reposabraços o sense, pensat perquè hi càpiguen diverses persones. Generalment és menys còmode o suau que un sofà. Hi ha variants per un ús específic o adaptat a un ofici particular: banc d'escola, de carnisser, de sabater… Sovint se sol servir de bancs plegables per a festes i esdeveniments per acomodar molta gent. Els bancs públics són una part important del mobiliari urbà, generalment fixats al terra i amb exigències tècniques particulars per protegir-los contra robatoris i bretolades. Els pedrissos són bancs de materials durs d'obra o de pedra massisa adossats a les parets interiors o exteriors dels habitatges i edificis.
No delimitant l'espai per persona, com ho fan les cadires són útils per quan hi ha molta gent, així es redueix l'espai per persona.

## Història
S'han trobat bancs de pedra, units al mur interior d'algun edifici, en les antigues construccions cretencs i micèniques. Amb bancs de pedra es formaven també els seients disposats en graderies dels teatres, hipòdroms, circs i edificis semblants de l'època grega i romana. De l'època grega i romana es coneix la klinè, un banc que servia per menjar jaient, i també per dormir. Els grecs no el van inventar, però es van inspirar en models egipcis. Al senat, els tribunals i els teatres (excepte els amfiteatres, on eren de pedra) hi havia els subsellia (singular subsellium), uns bancs sense respatller. La seva forma senzilla sense luxe era un símbol d'humilitat i de modèstia per als edils.

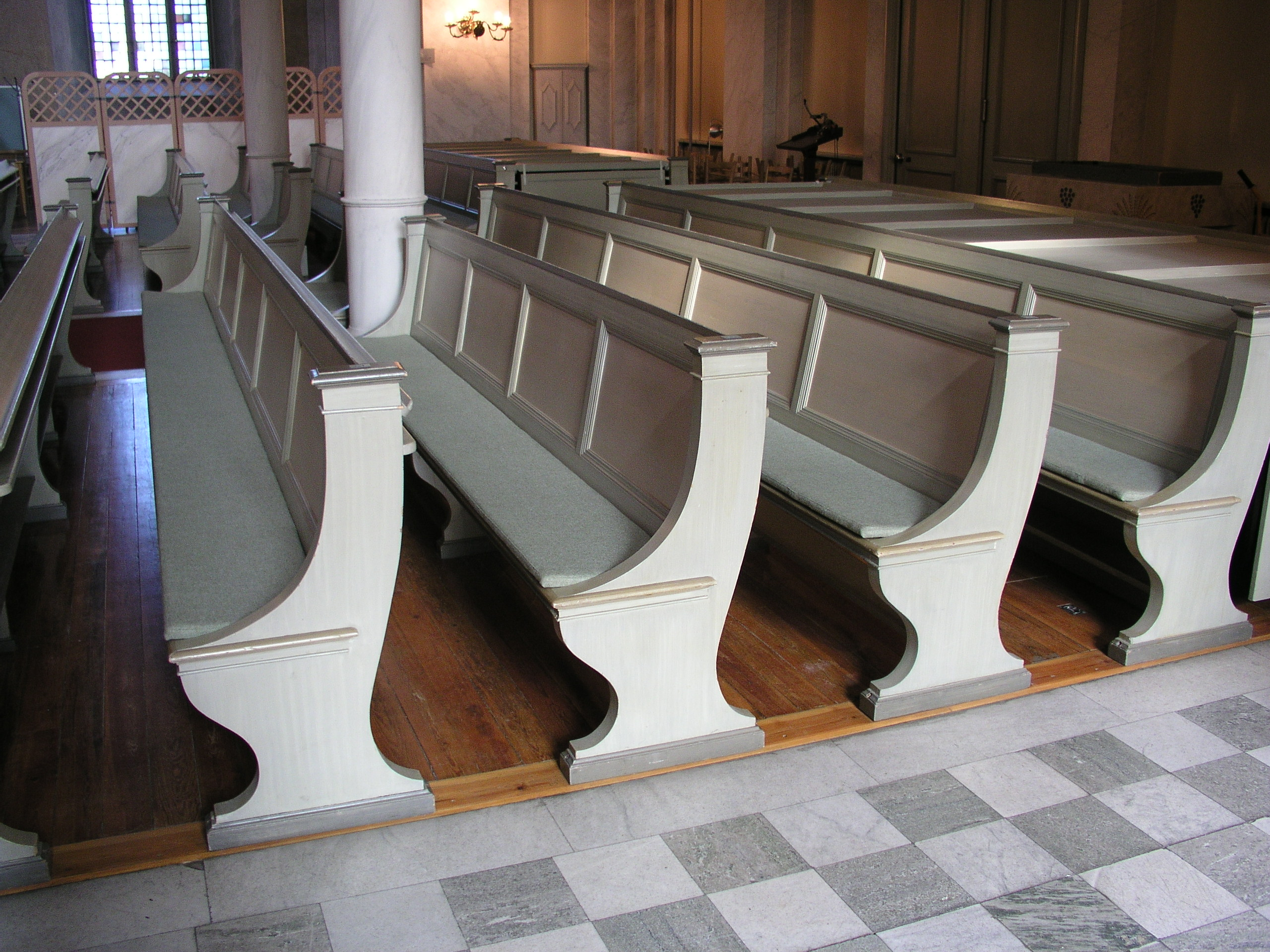
Bancs d'església

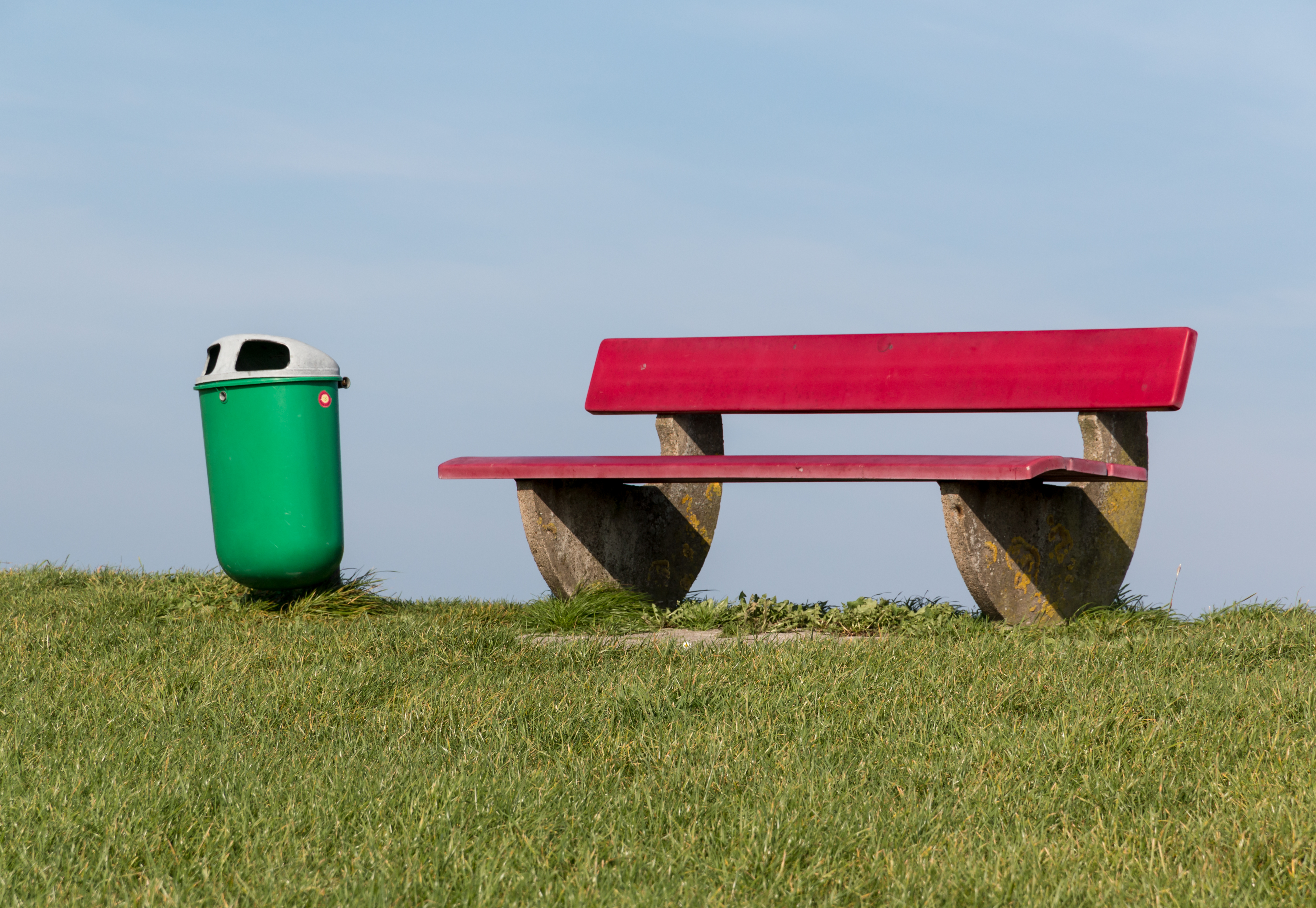
Banc públic senzil i fucionalista a l'illa de Juist

Amb el tamboret, durant l'edat mitjana era l'únic moble per seure's, i les persones l'emportaven als diferents llocs on el necessitaven. Eren mobles (mòbils) en el sentit etimològic de la paraula en les cases per a la resta molt escassament moblades. A les esglésies, els feligresos seguien les cerimònies dempeus, només hi havia seients per al clergat.
Fins al segle xiv el banc va tenir formes molt simples. A partir de llavors, s'adorna com les cadires i evoluciona a poc a poc sofà en afegir-hi sitis, ço és petits coixins, matalassets, per a fer-ne més tou el seient. Hi ha molts bancs ornamentats del segle xvii i xviii que presenten escuts d'armes en el suport. A partir del segle xv es coneix el suport giratori amb el qual s'aprofitava alternativament una banda i l'altra del banc.